# Красный Яр (Зачачьевское сельское поселение)
Красный Яр — деревня в Холмогорском районе Архангельской области.

## География
Находится в центральной части Архангельской области на расстоянии приблизительно 3 км на юг по прямой от села Емецк.

## История
В 1905 году здесь (тогда деревня Холмогорского уезда Архангельской губернии) было учтено 17 дворов. До 2015 года входила в Зачачьевское сельское поселение, с 2015 по 2022 в Емецкое сельское поселение до его упразднения.

## Население
Численность населения: 144 человек (1905 год), 15 (русские 100 %) в 2002 году, 10 в 2019.